# Тодорович, Милан
Милан Тодорович (серб. Milan Todorović; род. 2 октября 1981, Панчево, Воеводина, СР Сербия, Югославия) — сербский режиссёр, продюсер, сценарист и актёр, наиболее известный как создатель первого сербского фильма о зомби «Зона мёртвых» (2009).

## Биография и карьера
Милан Тодорович родился 2 октября 1981 года в Панчево, Социалистический автономный край Воеводина, Югославия.
В 2009 году на экраны вышел фильм ужасов «Зона мёртвых», который Тодорович снял вместе со своим другом Миланом Коньевичем. События киноленты, ставшей первым в истории сербского кинематографа фильмом про зомби-апокалипсис, частично происходят в родном городе Тодоровича — Панчево. У режиссёров также были планы снять вторую часть, которые, однако, не были реализованы.
В 2014 году Тодорович снял фильм ужасов «Mamula», повествующий о русалке с острова Мамула
В 2017 году получил российскую кинопремию «Капля» за международный вклад в развитие жанра хоррор.
В 2019-2021 годах Тодорович работал над американским фэнтезийным сериалом «Аванпост».

## Фильмография
| Год       |   | Русское название     | Оригинальное название          | Роль |
| --------- | - | -------------------- | ------------------------------ | --- |
| 2009      | ф | Зона мёртвых         | Зона мртвих / Zone of the Dead | режиссёр, сценарист, продюсер                                                                                        |
| 2012      | ф | Доктор Рей и дьяволы | Доктор Реј и ђаволи            | актёр: Душан Тадич                                                                                                   |
| 2014      | ф | Маленький Будо       | Мали Будо                      | актёр: Пациент |
| 2019—2021 | с | Аванпост             | The Outpost                    | режиссёр: 2-4 сезон, 10 эпизодов помощник режиссёра: 3 сезон, 3 эпизода актёр: Капитан аванпоста (4 сезон, 12 серия) |